# Maica García Godoy
María del Carmen García Godoy, coneguda com a Maica García Godoy (Sabadell, 17 d'octubre de 1990), és una jugadora de waterpolo catalana.
Membre del CN Sabadell, és considerada com una de les millors boies del waterpolo mundial. Durant la seva carrera esportiva ha guanyat cinc Copes d'Europa, tres Supercopes d'Europa, tretze Lligues espanyoles, tretze Copes de la Reina, deu Supercopes d'Espanya i onze Copes de Catalunya. Internacional amb la selecció espanyola de waterpolo, ha participat en diversos campionats internacionals destacant la medalla d'argent als Jocs Olímpics de Londres 2012, la medalla d'or al Campionat del Món de Barcelona 2013 i el subcampionat de 2019, i dues medalles d'or, una d'argent i una de bronze als Campionats d'Europa de waterpolo. Va formar part de l'equip espanyol de waterpolo a Paris 2024 que va guanyar la medalla d'or.
Entre d'altres reconeixements, va ser escollida Millor jugadora europea de waterpolo de l'any 2014 i jugadora més valuosa al Campionat d'Europa de Budapest del mateix any. També va rebre la medalla de bronze (2013) i la d'argent (2014) de la Reial Orde del Mèrit Esportiu del Consejo Superior de Deportes, la medalla de bronze (2007) i d'or (2008) de serveis distingits de la Reial Federació Espanyola de Natació i la medalla al Mèrit Esportiu (2008) de la Federació Catalana de Natació. El 2018 va ser escollida millor esportista de Sabadell a la 66a gala de la Festa de l'Esport.

## Palmarès
Clubs
- 7 Eurolligues femenines de la LEN: 2011, 2013, 2014, 2016, 2019, 2023, 2024
- 3 Supercopa d'Europa de waterpolo femenina: 2013-14, 2014-15, 2016-17
- 13 Lliga espanyola de waterpolo femenina: 2004-05, 2006-07, 2007-08, 2008-09, 2010-11, 2011-12, 2012-13, 2013-14, 2014-15, 2015-16, 2016-17, 2017-18, 2018-19
- 13 Copa espanyola de waterpolo femenina: 2004-05, 2007-08, 2008-09, 2009-10, 2010-11, 2011-12, 2012-13, 2013-14, 2014-15, 2016-17, 2017-18, 2018-19, 2019-20
- 10 Supercopa espanyola de waterpolo femenina: 2009-10, 2010-11, 2011-12, 2012-13, 2013-14, 2014-15, 2015-16, 2016-17, 2017-18, 2018-19
- 11 Copa Catalunya de waterpolo femenina: 2009-10, 2010-11, 2011-12, 2012-13, 2013-14, 2014-15, 2015-16, 2016-17, 2017-18, 2018-19, 2019-20

Selecció espanyola
- 1 medalla d'or als Jocs Olímpics de Paris 2024
- 1 medalla d'argent als Jocs Olímpics d'Estiu de 2020
- 1 medalla d'argent als Jocs Olímpics d'Estiu de 2012
- 1 medalla d'or al Campionat del Món de waterpolo: 2013
- 2 medalles d'argent al Campionat del Món de waterpolo: 2019, 2023
- 1 medalla de bronze al Campionat del Món de waterpolo: 2024
- 2 medalles d'or al Campionat d'Europa de waterpolo: 2014, 2020
- 1 medalla d'argent al Campionat d'Europa de waterpolo: 2008
- 1 medalla de bronze Campionat d'Europa de waterpolo: 2018
- 1 medalla d'or als Jocs Mediterranis de 2018

Individual
- 1 Millor jugadora europea de waterpolo de l'any: 2014